# Relaciones República Democrática del Congo-Rusia

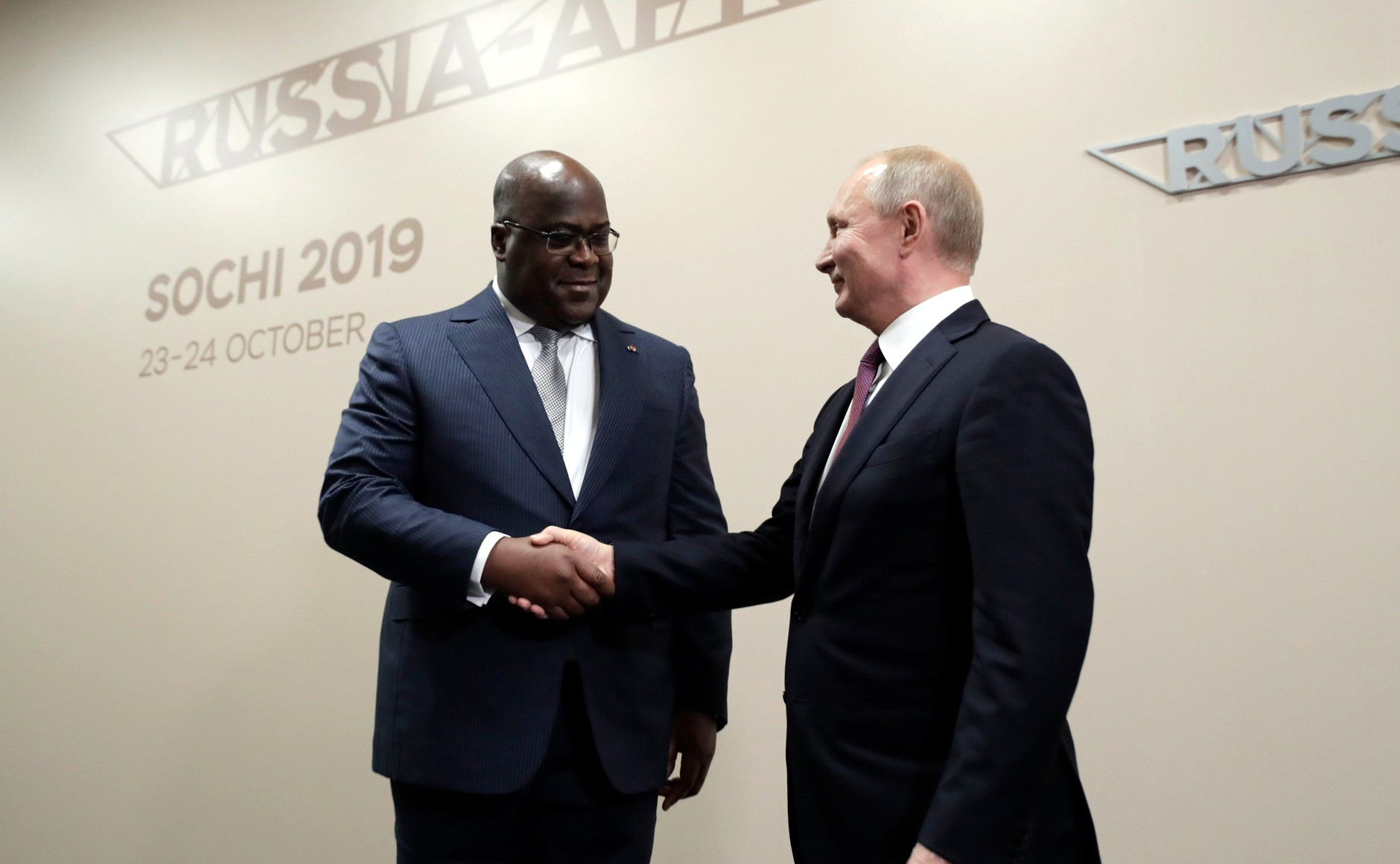
Vladímir Putin y Félix Tshisekedi, presidentes de ambos países, 2019.

Las relaciones República Democrática del Congo-Rusia (en ruso: Отношения России и Демократической Республики Конго, en francés: Rélations République Democratique du Congo-Russie) son las relaciones bilaterales entre dos países, la República Democrática del Congo y la Federación Rusa. Rusia tiene una embajada en Kinsasa y la República Democrática del Congo, una embajada en Moscú y un consulado honorario en Yekaterimburgo.

## Historia
Las relaciones entre los dos países se establecieron inicialmente el 7 de julio de 1960 y se restablecieron el 30 de noviembre de 1967. Ambos países mantienen relaciones amistosas. 
Serguéi Lavrov tuvo una reunión con el ministro de Asuntos Exteriores de la RDC en abril de 2009, en la que afirmó la voluntad rusa de incrementar su cooperación con el país africano. En 2010 se concedieron treinta becas para estudiar en academias militares rusas a oficiales de las Fuerzas Armadas de la República Democrática del Congo. Esta iniciativa es parte de un esfuerzo mayor ruso para mejorar a las fuerzas armadas congoleñas. En diciembre de 2014, abrió sus puertas una escuela de ruso en Kinsasa para la Academia diplomática congoleña. A lo largo de 2013 y 2014, reducidos grupos de miembros de la Policía Nacional Congoleña asistieron a entrenamiento por dos meses en Rusia.
Desde 2016 a 2019 se realizaron varias visitas de parlamentarios y ministros congoleños a Rusia, que culminarían con la primera visita de un presidente congoleño a Rusia en octubre de 2019 en Sochi, donde negociaron los presidentes Putin y Tshisekedi. 
Se mantienen contactos interministeriales con regularidad y se están desarrollando relaciones interparlamentarias. Delegaciones congoleñas acuden anualmente al Foro Ecónómico Internacional de Yalta, al Foro Económico Internacional de San Petersburgo y al Foro Pedagógico Internacional en Kazán.
El 27 de julio de 2023, la República Democrática del Congo y Rusia firmaron un protocolo recíproco de exención de visa para titulares de pasaportes diplomáticos y de servicio al margen de la cumbre Rusia-África en San Petersburgo.